# Конотація
Конота́ція (лат. connotatio; від con — «разом», і notare — «позначати») — сумарне чи тотальне значення слова, як описове, так і емоційне.
Це поняття семіотики (загальної теорії знаків), лінгвістики (мовознавство), філософії мови, літературознавства.
У лінгвістиці використовується для опису супутнього емоційно-експресивного значення мовної одиниці, яке пов'язане з описовим значенням та яке доповнює його. Це додаткове, неявне значення, якого набуває слово або фраза в певному контексті. Визначення конотації не є сталим. Конотація — це додаткові семантичні й стилістичні  відтінки, які накладаються на основне лексичне значення та його оцінку, в процесі його функціонування в мові, надаючи слову експресивного забарвлення, спричинючи його зміну й уточнення в процесі розвитку мови. 
На формування значення слова, або лексичного значення, впливають три фактори: об'єктивна дійсність, історичні обставини та менталітет народу, зв'язки між словами. Історичні обставини та ментальність народу сприяють закріпленню лексичного значення, а також його зміну та уточнення в процесі розвитку мови, визначають конотативне значення слова.
Конотативний комопнент значення зазвичай виражає негативну, рідше — позитивну оцінку предмета, явища або дії.
Приклади: 
- здихатися гостя — провести гостя;
- розплющити оченята — розплющити очі;
- мешкати в халупі — мешкати в маленькій квартирі.

У філософії та логіці використовується у дещо вужчому значенні, а саме конотацією терміна є набір властивостей, що їх посідають усі об'єкти з розширення терміна. Наприклад, конотацією терміна «хмарочос» є набір ознак, властивих усім будинкам понад певну висоту.
Інші приклади:
- Лис — хитрість[3]
- Півень — задерикуватість[4]
- Пиляти — дорікання, скарги, уїдливі балачки[5]